# Dva minuta do ponoći (strip)
Dva minuta do ponoći je strip epizoda Dilana Doga objavljena premijerno u Srbiji u svesci #226. u izdanju Veselog četvrtka. Na kioscima se pojavila 12. juna 2025. Koštala je 450 dinara (3,8 €; 4,1 $). Imala je 94 strane.

## Originalna epizoda
Originalna epizoda pod nazivom Due minutti a mezzanotte objavljena je premijerno u #435. regularne edicije Dilana Doga u Italiji u izdanju Bonelija. Izašla je 30.11.2022. Koštala je 5,8 €. Scenario su napisali R. Rekioni i K. Lanconi, a epizodu nacrtao Đorđo Pontreli. Naslovnu stranu su nacrtali braća Đanluka i Raul Čestaro.

## Kraj Rekionijeve ere
Ovo je 1. epizoda post-Rekionijevskog serijala. Serijal se vraća na period pre udara Meteora (opisano u #178-191), a uredničko mesto je preuzela Barbara Baraldi.

## Prethodna i naredna sveska
Prethodna sveska regularne edicije nosila je naslov Paklonauti (#225), a naredna Ne s tutnjem... (#227).
Pogledati: Dilan Dog (spisak epizoda)